# Boomerang (Austrália)
Boomerang foi o canal de televisão por assinatura na Austrália e Nova Zelândia, pertence a WarnerMedia Asia Pacific, da WarnerMedia International e seu canal principal do Cartoon Network. A versão australiana do Boomerang foi lançada em 14 de março de 2004, como parte do lançamento da Foxtel Digital, com um line-up muito semelhante ao da versão dos EUA e do Reino Unido. Originalmente dedicada às animações clássicas dos estúdios como Hanna-Barbera, o canal se expandiu para incluir programação mais contemporânea.

## História
A história do canal remonta a 3 de outubro de 1995, como um bloco ao ar nas manhã 10:00-12:00, mas em agosto de 2001, também foi ao ar uma hora no "Cartoon Network After Dark". Os shows no Boomerang alteraram aleatoriamente a cada dia pela manhã e à tarde no bloco. Os blocos Boomerang tinha pára-choques onde são observados os brinquedos dos personagens de Hanna-Barbera que têm vida, idêntico ao pára-choques Boomerang utilizados nos Estados Unidos para crianças. Esses amortecedores foram por vezes utilizado no canal de TV. O último bloco da noite entrou no ar em março de 2002 e o último bloco de manhã foi ao ar em setembro de 2004. Em 14 de março de 2004, o canal foi lançado na Foxtel Digital. No entanto, transmite bloco noturno Boomerang no Cartoon Network até o início de 2005. Em 1 de dezembro de 2012, ele recebeu os looks do Boomerang (Reino Unido) e convertido para formato 16:9. Em 3 de novembro de 2014, recebeu um novo logotipo e marca como parte de um esforço de rebranding global.
O canal, juntamente com o Cartoon Network, terminou as suas emissões em 13 de maio de 2025, após ter sido retirado da Foxtel. Relativamente ao encerramento do canal, um porta-voz da Warner Bros. Discovery declarou: "Os canais Cartoon Network e Boomerang foram agora encerrados. Este conteúdo muito apreciado está agora disponível no nosso serviço de streaming Max, que os assinantes da Foxtel incluíram na sua subscrição".

### Logos

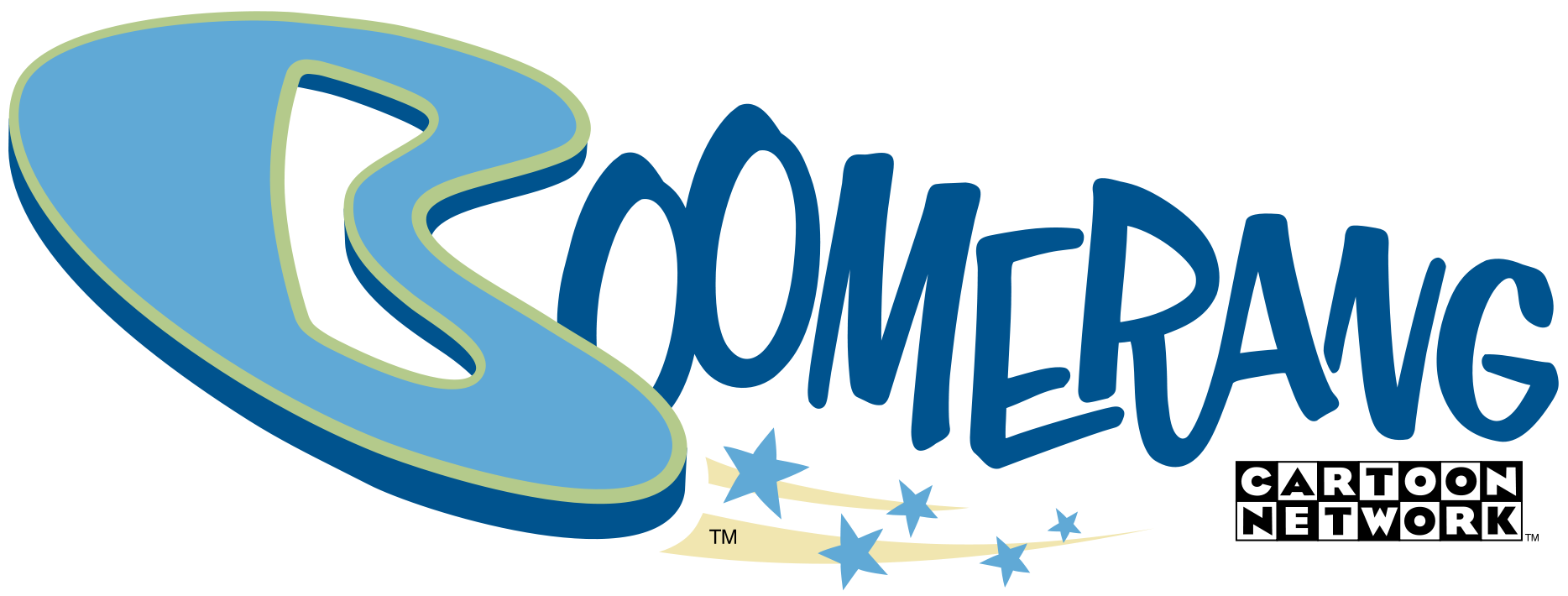
Logo original utilizado na Austrália e Nova Zelândia entre 14 de março de 2004 a 1 de dezembro de 2012.
Logo utilizado na Austrália e Nova Zelândia entre 1 de dezembro de 2012 e 3 de novembro de 2014.
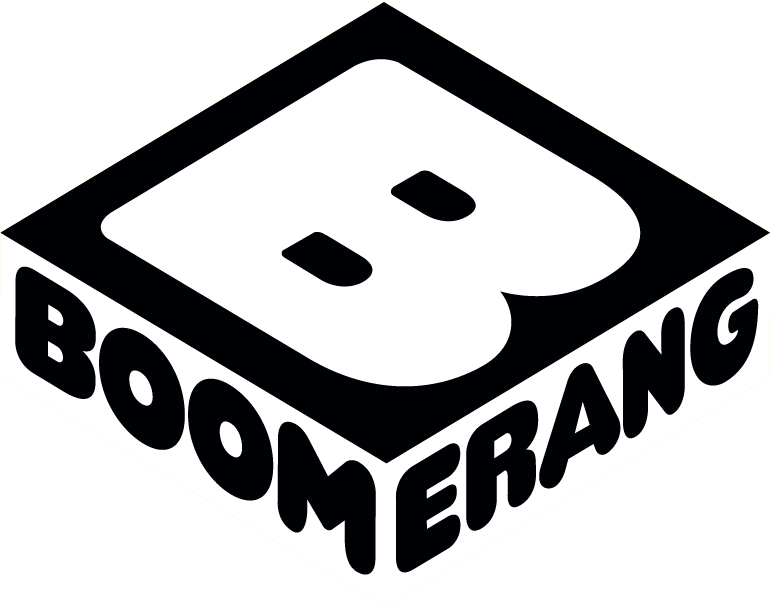
Logo utilizado na Austrália e Nova Zelândia a entre 3 de novembro de 2014 e 13 de maio de 2025.